# Арнолд фон Хюкесваген
Арнолд фон Хюкесваген (на немски: Arnold von Hückeswagen; на латински: Arnoldus comes de Hokeneswage; * пр. 1193; † сл. 1240/пр. 1260) е граф на графството Хюкесваген (пр. 1208 – сл. 1240) в Северен Рейн-Вестфалия.
Той е вторият син на граф Хайнрих фон Хюкесваген († 1205). Брат е на наследника Дитрих/Теодорих († пр. 1208), Алберт, каноник в манастир Гереон в Кьолн, и на Конрад фон Рененберг († 1249), който е господар на замък Рененберг.
Според документ от 1209 г. Арнолд фон Хюкесваген и съпругата му Адела (Аделхайд) подаряват собствености в Хонрат (в Ломар) на „манастир Грефрат“ (в Золинген).
През 1228 г. Арнолд действа между дворовете на Англия и Бохемия. В Бохемия по-късно се намира резиденцията на графовете на Хюкесваген. През 1230 г. той е свидетел в Рейнланд, от 1234 г. в Бохемия и Моравия. Там той построява замъците „Стари Жичин“ и „Хуквалди“, по търговския път от Моравия за Краков.
На 14 юли 1240 г. заедно със съпругата си и син му Франко той дарява на „манастир Щайнфелд“ собственостите си в Рьондорф.
През 1260 г. графството Хюкесваген е продадено на графовете на Берг, и Хюкесвагенирите се местят в Моравия.

## Фамилия
Арнолд фон Хюкесваген се жени за Адела (Аделхайд) или Юта фон Хукесваген († сл. 1274). Те имат децата:
- София фон Хюкесваген († сл. 1310), омъжена I. сл. 1269 г. за Вилхелм III цу Френц († 1279), II. сл. 1277 г. за Герхард I фон Дик († сл. 1318)
- Франко († пр. 1277), граф на Хюкесваген на 6 юли 1260 г., и господар в Моравия (Лахай/Lašsko), женен за Троицлава и има два сина: Блудо и Хайнрих де Врибурх.
- Хайнрих, каноник 1260 г. в „манастир Гереон“ в Кьолн
- Еберхард
- Адела
- Алайдис
- Агнес.